# Spoorlijn Düsseldorf-Derendorf - aansluiting Dora
De spoorlijn Düsseldorf-Derendorf - aansluiting Dora was een Duitse spoorlijn en was als spoorlijn 2403 onder beheer van DB Netze.

## Geschiedenis
Het traject werd door de Rheinische Eisenbahn-Gesellschaft geopend op 1 oktober 1891 op het tracé van de spoorlijn Düsseldorf-Derendorf - Dortmund Süd. Na sluiting van het rangeerstation van Düsseldorf-Derendorf is de lijn gesloten en opgebroken.

## Aansluitingen
In de volgende plaatsen is of was er een aansluiting op de volgende spoorlijnen:
Düsseldorf-Derendorf
DB 2410, spoorlijn tussen Düsseldorf-Lierenfeld en Düsseldorf-Derendorf
DB 2411, spoorlijn tussen Düsseldorf-Reisholz en Düsseldorf-Derendorf
DB 2416, spoorlijn tussen Düsseldorf Hauptbahnhof en Düsseldorf-Unterrath
aansluiting Dora
DB 2402, spoorlijn tussen de aansluiting Rethel en de aansluiting Dora
DB 2422, spoorlijn tussen de aansluiting Dora en Düsseldorf-Grafenberg
DB 2550, spoorlijn tussen Aken en Kassel

## Elektrische tractie
Het traject werd geëlektrificeerd met een wisselspanning van 15.000 volt 16⅔ Hz.